# Parabathyscia mancinii
Parabathyscia mancinii es una especie de escarabajo del género Parabathyscia, familia Leiodidae. Fue descrita por primera vez por René Gabriel Jeannel en 1924.

## Distribución
Se encuentra en Italia.